# タルキア
タルキア（Tarchia　"賢いもの"の意味）はモンゴルの白亜紀後期に生息したアンキロサウルス科の恐竜の属である。現在知られるアジアのアンキロサウルス科の恐竜では最も新しく、2つの完全な頭骨と1つのほぼ完全な首から後の骨格を含む5つ以上の標本により知られている。化石はモンゴル、ネメグト盆地のバルンゴヨット層（以前は下部ネメグト層として知られた）の上部白亜系（おそらくカンパニアン-マーストリヒチアン）から発見された。多くのアンキロサウルス科の種のように、尾に骨質のこぶを持っていた。

## 特徴

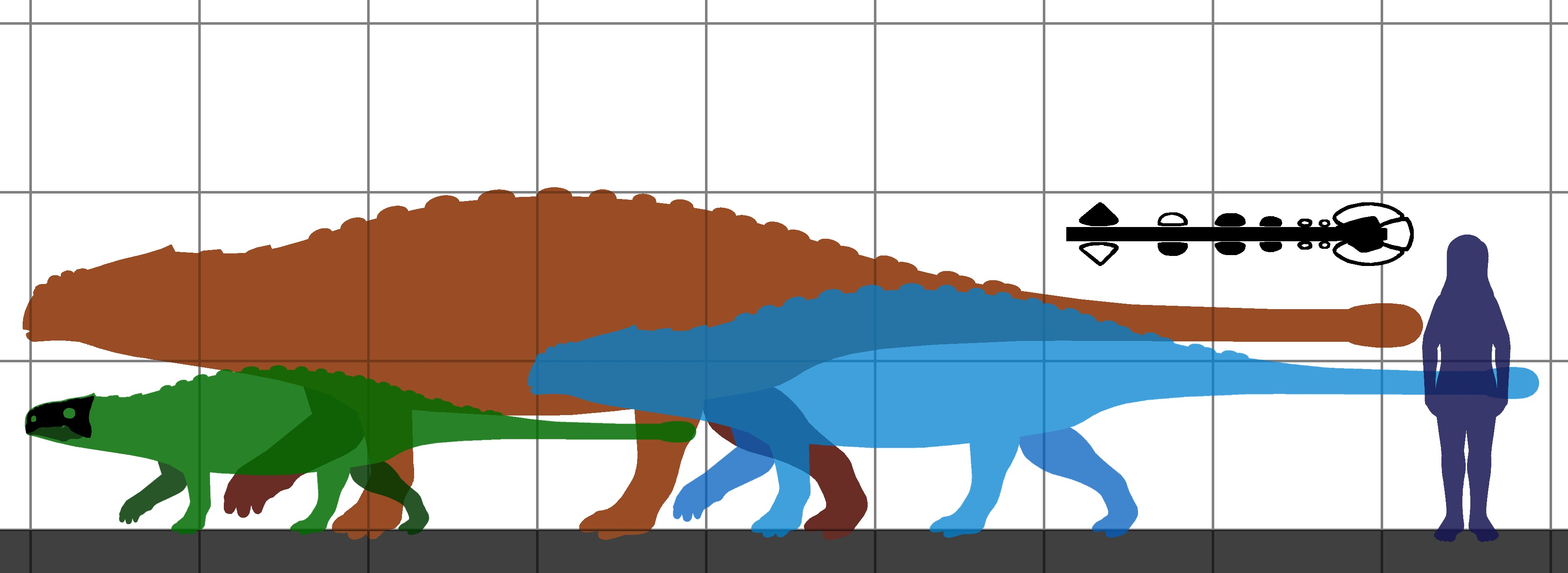
タルキアと人の大きさ比較

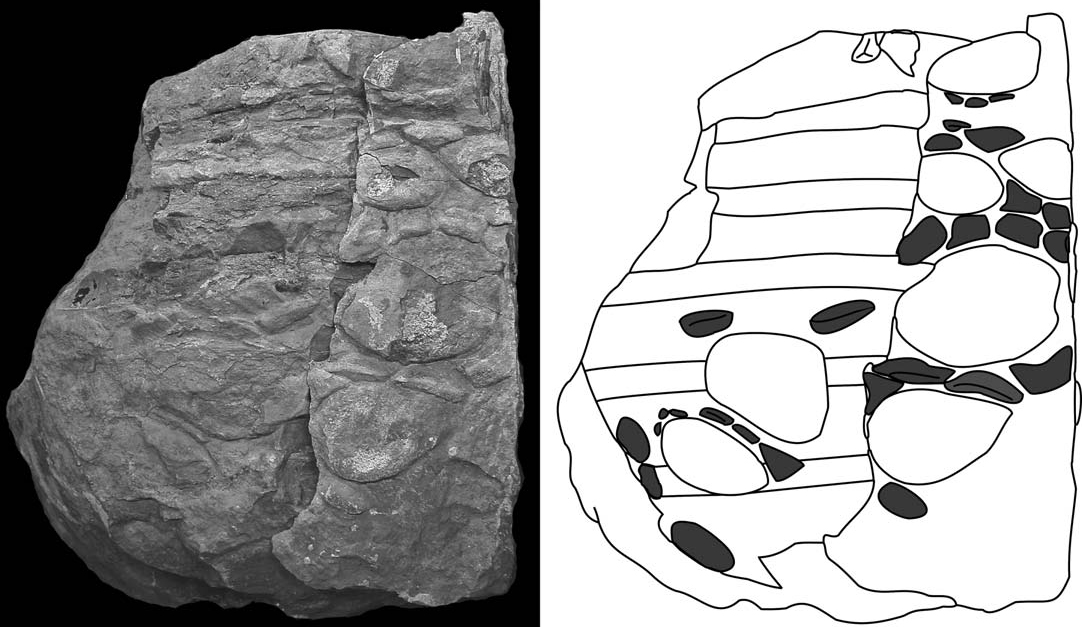
皮膚の印象標本

タルキアは北アメリカからも見つかっているアンキロサウルスに次いでゴビ砂漠から見つかっているものではアジア最大の曲竜類の一種で、体長8-8.5 m、頭骨長40 cm、頭骨幅45 cmと推定されている。また体重は4.5 tと推定される。化石は多くの装盾類と同じく頭の骨を含む骨格の一部が見つかっているだけである。名前はこのどっしりした頭骨にちなむもので（モンゴル語で"脳"を意味するtarkhiとラテン語のia）、『脳の優れた者』という意味である。タルキア属には現在のところタイプ種であるT. giganteaのみが含まれる。化石が発見された地層からは断続的な湖や季節風のある、風成砂丘や砂丘間環境と表現されるような場所にあった。このことから、タルキアは恐竜としては数少ない、もはや砂漠である極めて乾燥した土地に生息していた恐竜として知られている(この考えから、他の曲竜類も同じく乾燥帯に棲んでいた考えが有力になってきた)。タルキアの頭部の造形に見られる形態は、球根形や多角形の寄り集まりで、バルンゴヨット層の別の曲竜類であるサイカニア・クルサネンシスを連想させる。
タルキアは相対的に頭蓋底（en）が大きいこと、融合していない後頭骨傍突起と方形骨の接触、および前上顎骨（en）のくちばしが上顎骨の歯列の最大距離よりも広いことに基づいてサイカニアと識別される。タルキアの歯には歯と歯の咬合を示す摩擦面が存在する(Barret, 2001)。

## 分類と系統
Vickaryous et al. (2004)では白亜紀のアンキロサウルス科の2つの明確なクレードがタルキアと深く入れ子になっているとし、1つ目のクレードは北アメリカのタクサ（アンキロサウルス、エウオプロケファルス）からなり、もう一つのクレードはアジアのタクサ（ピナコサウルスの各種、サイカニア、ティアンチェノサウルス、タラルルス）からなるとされる。"ディプロサウルス"・ギガンティウスはタルキアのシノニムとみなされ、タルキアの第2の種として提案されているT. kielanaeはT. giganteaと同一のものである事がわかった(Vickaryous et al., 2004)。

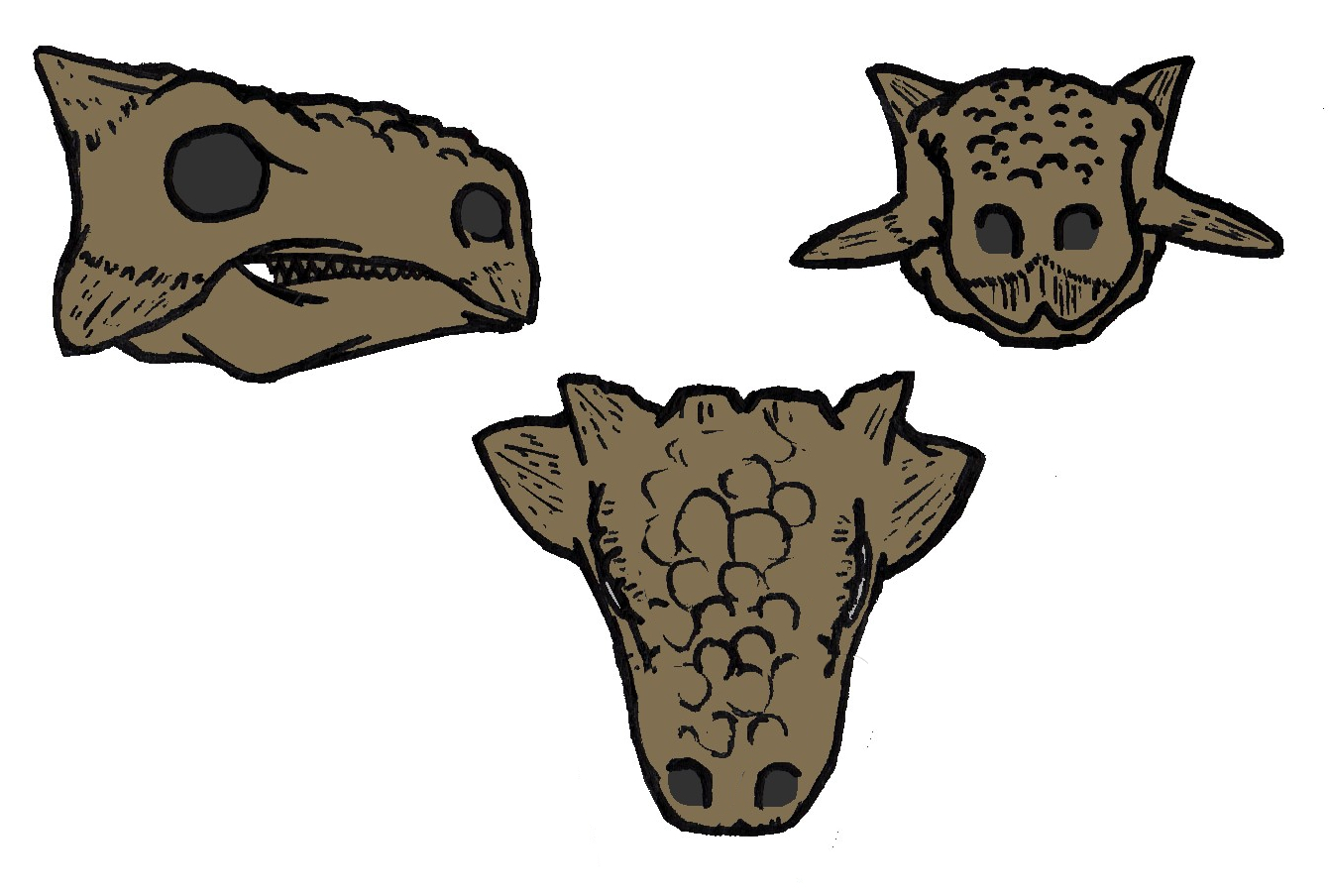
タルキアの頭骨の三面図

## 参照
- Barret, P. M. 2001. "Tooth wear and possible jaw action in Scelidosaurus harrisonii and a review of feeding mechanisms in other thyreophoran dinoaurs", in Carpenter, K. (ed.) The Armored Dinosaurs. Indiana University Press, Bloomington. pp. 25–52.
- Carpenter, K., Kirkland, J. I., Birge, D., and Bird, J. 2001. "Disarticulated skull of a new primitive anklyosaurid from the Lower Cretaceous of Utah", in Carpenter, K. (editor) 2001, The Armored Dinosaurs. Indiana University Press
- Maryanska, T. 1977. "Ankylosauridae (Dinosauria) from Mongolia",. Palaeontologia Polonica 37:85-151
- Tumanova, T. A. 1978. "New data on the ankylosaur Tarchia gigantea", Paleontological Journal 11: 480-486.
- Vickaryous, Maryanska, and Weishampel 2004. "Chapter Seventeen: Ankylosauria", in The Dinosauria (2nd edition), Weishampel, D. B., Dodson, P., and Osmólska, H., editors. University of California Press.